# Clubul soțiilor obediente
Clubul soțiilor obediente (OWC, acronim din engleză de la : Obedient Wives Club) este o organizație islamică internațională care pretinde că promovează armonia în familie, învățând soțiile cum să fie supuse soților . Având aproape 3.000 de membri , clubul este activ în Malaezia , 
Indonezia ,  Singapore , Australia , Kazakhstan  și Iordania  și are în plan să deschidă filiale în Anglia și Franța în 2013 .
În octombrie 2011, Clubul soțiilor obediente a publicat o carte foarte controversată intitulată Sexul islamic, lupta împotriva evreilor prin readucerea sexului islamic în lume, care încuraja soțiile să se poarte precum prostituatele de primă clasă pentru ca soții lor să nu le înșele . Cartea este în prezent interzisă în Malaezia și Indonezia . 

## Istoria
În 3 iunie 2011, o firmă numită Global Ikhwan a deschis prima filială a Clubului soțiilor obediente în Kuala Lumpur, Malaezia . La început scopul organizației a fost acela de a sprijini femeile să devină soții bune și angajate productive. Scopul principal al organizației era de fapt acela de a revoluționa felul în care soțiile musulmane priveau sexul conjugal .
Global Ikhwan, care a înființat și un contraoversat club de poligami, a deținut strânse relații cu o sectă islamică intitulată Al-Arqam, care a fost interzisă în Malaezia în 1994 . 
Deși se bazează pe religia Islamică, acest grup este deschis femeilor oricare ar fi religia lor. Clubul soțiilor obediente pretinde că luptă împotriva divorțurilor, violenței domestice și a altor probleme conjugale, învățând soțiile cum să își răsfețe soții.